# 瓜尼亚诺
瓜尼亚诺（義大利語：Guagnano），是意大利莱切省的一个市镇。总面积37平方公里，人口5980人，人口密度161.6人/平方公里（2009年）。ISTAT代码为075034。